# Copa Centroamericana Campeones de Copa
La Copa Centroamericana Campeones de Copa fue un torneo de fútbol organizado por UNCAF y que contaba con la participación de equipos de Centroamérica, este servía como clasificación a la ronda final de la Recopa de la Concacaf.

## Historia
La primera y única edición de este torneo se celebró en 1991. El objetivo de este torneo fue clasificar a dos equipos para la ronda Final de la Recopa de la Concacaf. 

## Historial
| Temporada | Campeón        | Subcampeón     | Tercer lugar       | Cuarto lugar   |
| --------- | -------------- | -------------- | ------------------ | -------------- |
| 1991      | Atlético Marte | Comunicaciones | Deportivo Saprissa | Real Estelí FC |

## Palmarés
Títulos por equipo
| Equipo               | Títulos | Subtítulos | Años campeón | Años subcampeón |
| -------------------- | ------- | ---------- | ------------ | --------------- |
| C. D. Atlético Marte | 1       | 0          | 1991         |                 |
| Comunicaciones F. C. | 0       | 1          |              | 1991            |

### Títulos por país
| País        | Títulos | Subtítulos | Clubes campeones    |
| ----------- | ------- | ---------- | ------------------- |
| El Salvador | 1       | 0          | C.D. Atlético Marte |
| Guatemala   | 0       | 1          |                     |